# Lene Alexandra
Lene Alexandra Øien (ur. 29 października 1981 w Trøgstad) – norweska piosenkarka i modelka, znana z takich pism jak "FHM". W marcu 2007 roku rozpoczęła swoją karierę muzyczną wydając singel pod tytułem My Boobs Are Ok. Piosenka utrzymywała się wysoko na skandynawskich listach przebojów. Lene biegle posługuje się swoim ojczystym językiem norweskim, jęz. angielskim jak i jęz. szwedzkim.

## Życiorys
Pierwszy raz pojawiła się w telewizji mając 14 lat na pokazie talentów, jednak bez większych osiągnięć, w związku z czym zrezygnowała z muzyki na jakiś czas. W 2003 roku pojawiła się w norweskiej wersji programu "Idol". Znalazła się w pierwszej 30. Po sukcesie w "Idolu" nagrała demo do swojej piosenki. Nic z tego nie wyszło i czekała na wydanie swojej płyty do 2006 roku, którą zwiastowała piosenka i teledysk - My Boobs Are Ok. Dzięki kontrowersyjnemu tematowi utworu piosenkarkę usłyszało wielu Europejczyków jak i ludzi z Ameryki czy Japonii.
Drugim singlem Alexandry zostało Hot Boy Hot Girl, do którego został nagrany teledysk we wrześniu 2007 roku.
W roku 2008 wystąpiła w norweskich preselekcjach do Konkursu Piosenki Eurowizji pod nazwą Melodi Grand Prix z utworem "Sillycone Valley", ze zmienionym wizerunkiem stylizowanym na Marilyn Monroe. Ostatecznie zajęła drugie miejsce, a do finału dostała się Maria Haukaas Storeng.